# Leonardo Javier Monje
Leonardo Javier Monje (Córdoba, Argentina; 26 de marzo de 2002) es un futbolista argentino. Juega de centrocampista en San Martín de Tucumán, de la Primera Nacional.

## Trayectoria

### Instituto de Córdoba

#### Inicios
Nació el 26 de marzo de 2002 en Córdoba, Argentina. Desde joven, vivió en Barrio Guiñazú.
Empezó desde los 4 años a jugar en Instituto Atlético Central Córdoba, donde hizo allí su carrera en las divisiones formativas del club hasta su ingreso en el plantel profesional en la temporada 2021, cuando el club militaba en la Primera Nacional, haciendo su debut el 9 de junio de ese año, en el empate 0 a 0 frente a Independiente Rivadavia, por la fecha 11 del torneo de ascenso.

#### Ascenso y debut en primera
Tras ser promovido al primer equipo, Leonardo Monje formó parte del plantel de Instituto que logró el ascenso a la Primera División de Argentina, habiendo disputado 28 partidos ese año y marcando un gol, en el triunfo 2 a 0 frente a All Boys, por la fecha 27 del campeonato.
En 2023, aunque jugó principalmente con el plantel reserva del club cordobés, donde además fue capitán de la mismo, pudo disputar dos partidos en primera división, siendo el primero en la victoria 2 a 1 frente a Lanús, por la penúltima fecha de la Liga Profesional 2023. En ese partido asistió a Adrián Martínez en gol que le dio el triunfo al equipo cordobés.

### San Martín de Tucumán
Para la temporada 2024 de la Primera Nacional, es cedido a préstamo, con opción de compra al finalizar la misma, a San Martín de Tucumán.

## Estadísticas

### Clubes
Actualizado hasta su último partido disputado el 12 de julio de 2025.
| Club                           | Div.          | Temporada     | Liga  | Liga  | Liga   | Copas nacionales | Copas nacionales | Copas nacionales | Torneos internacionales | Torneos internacionales | Torneos internacionales | Total | Total | Total  |
| Club                           | Div.          | Temporada     | Part. | Goles | Asist. | Part.            | Goles            | Asist.           | Part.                   | Goles                   | Asist.                  | Part. | Goles | Asist. |
| ------------------------------ | ------------- | ------------- | ----- | ----- | ------ | ---------------- | ---------------- | ---------------- | ----------------------- | ----------------------- | ----------------------- | ----- | ----- | ------ |
| Instituto de Córdoba Argentina | 2.ª           | 2021          | 6     | 0     | 0      | —                | —                | —                | —                       | —                       | —                       | 6     | 0     | 0      |
| Instituto de Córdoba Argentina | 2.ª           | 2022          | 28    | 1     | 1      | —                | —                | —                | —                       | —                       | —                       | 28    | 1     | 1      |
| Instituto de Córdoba Argentina | 1.ª           | 2023          | 2     | 0     | 1      | —                | —                | —                | —                       | —                       | —                       | 2     | 0     | 1      |
| Instituto de Córdoba Argentina | Total club    | Total club    | 36    | 1     | 2      | 0                | 0                | 0                | 0                       | 0                       | 0                       | 36    | 1     | 2      |
| San Martín (T) Argentina       | 2.ª           | 2024          | 15    | 0     | 1      | 1                | 0                | 0                | —                       | —                       | —                       | 16    | 0     | 1      |
| San Martín (T) Argentina       | 2.ª           | 2025          | 3     | 0     | 0      | —                | —                | —                | —                       | —                       | —                       | 3     | 0     | 0      |
| San Martín (T) Argentina       | Total club    | Total club    | 18    | 0     | 1      | 1                | 0                | 0                | 0                       | 0                       | 0                       | 19    | 0     | 1      |
| Total carrera                  | Total carrera | Total carrera | 54    | 1     | 3      | 1                | 0                | 0                | 0                       | 0                       | 0                       | 55    | 1     | 3      |
| 1. 2.                          |               |               |       |       |        |                  |                  |                  |                         |                         |                         |       |       |        |